# Diocesi di Forno Maggiore
La diocesi di Forno Maggiore (in latino Dioecesis Furnitana Maior) è una sede soppressa e sede titolare della Chiesa cattolica.

## Storia
Forno Maggiore, forse identificabile con le rovine di Ain-Fournou nell'odierna Tunisia, è un'antica sede episcopale della provincia romana dell'Africa Proconsolare, suffraganea dell'arcidiocesi di Cartagine.
Le fonti non distinguono i vescovi delle due sedi omonime di Forno Maggiore e Forno Minore, per cui i vescovi potrebbero appartenere all'una o all'altra diocesi.
Dal XX secolo Forno Maggiore è annoverata tra le sedi vescovili titolari della Chiesa cattolica; dal 9 giugno 2015 il vescovo titolare è Aljaksandr Jašėŭski, S.D.B., vescovo ausiliare di Minsk-Mahilëŭ.

## Cronotassi dei vescovi titolari
- José Anselmo Luque † (25 maggio 1914 - 5 aprile 1930 deceduto)
- Julien-Marie Nouailles, SS.CC. † (26 aprile 1932 - 14 agosto 1937 deceduto)
- Marcel-Auguste-Marie Grandin, C.S.Sp. † (2 dicembre 1937 - 4 agosto 1947 deceduto)
- Thomas F. Quinlan, S.S.C.M.E. † (20 settembre 1955 - 10 marzo 1962 nominato vescovo di Ch'unch'on)
- René-Jean-Baptiste-Germain Feuga, M.E.P. † (20 novembre 1962 - 27 gennaio 1964 deceduto)
- Ismael Blas Rolón Silvero, S.D.B. † (20 ottobre 1965 - 29 marzo 1967 nominato vescovo di Caacupé)
- Michele Alagna Foderá, S.D.B. † (13 giugno 1967 - 26 maggio 1978 dimesso)
- James Patterson Lyke, O.F.M. † (30 giugno 1979 - 30 aprile 1991 nominato arcivescovo di Atlanta)
- Julio Enrique Prado Bolaños (8 luglio 1992 - 2 febbraio 1995 nominato vescovo di Pasto)
- Héctor Sabatino Cardelli † (13 maggio 1995 - 2 maggio 1998 nominato vescovo di Concordia)
- Jorge Eduardo Lozano (4 gennaio 2000 - 22 dicembre 2005 nominato vescovo di Gualeguaychú)
- Alessandro Carmelo Ruffinoni, C.S. (18 gennaio 2006 - 16 giugno 2010 nominato vescovo coadiutore di Caxias do Sul)
- Agenor Girardi, M.S.C. † (22 dicembre 2010 - 6 maggio 2015 nominato vescovo di União da Vitória)
- Aljaksandr Jašėŭski, S.D.B., dal 9 giugno 2015